# Бондаренко Віталій Михайлович
Віта́лій Миха́йлович Бондаре́нко — український математик, провідний науковий співробітник ІМ НАН України, відділ алгебри, 2000 — доктор фізико-математичних наук, 2003 — професор. Мешкає під Києвом.

## Життєпис
В 1966 році закінчив навчання у Капітанівській середній школі. 1972 року закінчує Київський національний університет — механіко-математичний факультет.
Лауреат Державної премії України в галузі науки і техніки — 2007, разом з Ю. А. Дроздом, В. В. Кириченком, В. В. Любашенком, В. Л. Островським, А. В. Ройтером, Ю. С. Самойленком, В. В. Сергійчуком — за цикл робіт «Зображення алгебраїчних структур і матричні задачі в лінійних та гільбертових просторах».
Серед його робіт:
- «Класифікаційні задачі в теорії модулярних зображень груп» — дисертація доктора фізико-математичних наук, Інститут математики НАН України, Київ, 2000,
- «Зображення гельфандових графів» — Київ, Інститут математики НАНУ, 2005.

Його син, Бондаренко Віталій Віталійович — кандидат математичних наук (2008).